# ليوبولدو توريس بلباس
ليوبولدو توريس بلباس (بالإسبانية: Leopoldo Torres Balbás) (1888-1960م) مهندس معماري وعالم آثار إسباني. اهتم بالآثار الإسلامية في إسبانيا.